# فیلم خون‌آشامی

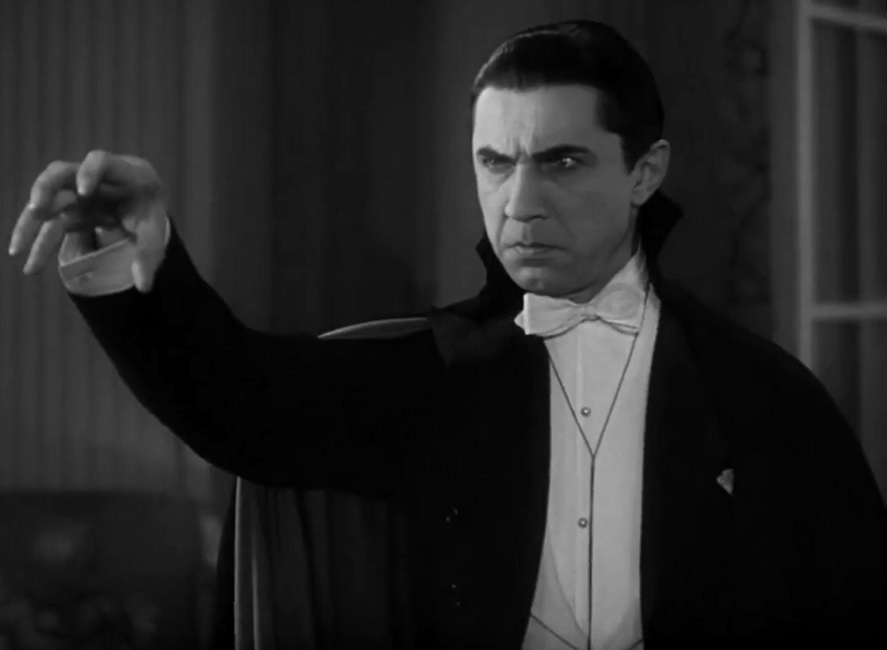
برشی از فیلم دراکولا (فیلم ۱۹۳۱)

فیلم خون‌آشامی (به انگلیسی: Vampire film) این نوع فیلم‌ها از دوران فیلم‌های صامت یکی از عناصر اصلی سینمای جهان بوده‌اند، به طوری که به تصویر کشیدن خون‌آشام در این آثار وجود دارد. محبوب‌ترین اقتباس سینمایی داستان خون‌آشام از رمان دراکولا اثر برام استوکر در سال ۱۸۹۷ است که تا به امروز بیش از ۱۷۰ نسخه داشته‌است.
به عنوان فرهنگ عامه، خون‌آشام‌ها با نیاز آنها به تغذیه از خون تعریف می‌شوند. این موضوع در بسیاری از اقتباس‌ها مشترک بوده‌است. اگرچه خون‌آشام‌ها معمولاً با ژانر ترسناک (و گاهی ژانر زامبی) همراه هستند، فیلم‌های خون‌آشام ممکن است در ژانرهای درام، اکشن، علمی تخیلی، عاشقانه، کمدی یا فانتزی و غیره قرار بگیرند. از این نوع آثار می‌توان به فیلم‌های نوسفراتو، خون‌آشام (۱۹۷۹)، شب وحشت (۱۹۸۵)، خون‌آشامان (۱۹۹۸)، خون حقیقی (۲۰۰۸۲)، هتل ترانسیلوانیا (۲۰۱۲) و شیفت روز (۲۰۲۲) اشاره کرد.